# Goldauge

Verbreitungsgebiet (grün) des Goldauges

Das Goldauge (Hiodon alosoides (wg. der äußeren Ähnlichkeit zu Alosa)) ist ein im mittleren und östlichen Nordamerika vorkommender Süßwasserfisch aus der Gruppe der Knochenzünglerähnlichen (Osteoglossomorpha). Sein Verbreitungsgebiet reicht von der Mündung des Mackenzie River an der Beaufortsee über das westliche Alberta, die Großen Seen, den Ohio bis zum Stromgebiet des Mississippi. Die westliche Grenze des Verbreitungsgebiets liegt im nordöstlichen British Columbia, im östlichen Montana, in Wyoming und Oklahoma, die südliche in Louisiana, die nordöstliche im nordwestlichen Québec.

## Merkmale
Das Goldauge wird maximal 52 cm lang bleibt für gewöhnlich aber bei einer Länge von knapp über 30 cm. Das maximale veröffentlichte Gewicht beträgt 1,72 kg. Die Fische ähneln Heringen und haben wie diese eine silbrige Grundfarbe. Ihre Iris ist golden. Die Rückenflosse beginnt über oder hinter der längeren Afterflosse, die Maulspalte endet vor dem Augenmittelpunkt. Von seiner Schwesterart, dem Mondauge (Hiodon tergisus) unterscheidet sich das Goldauge durch die größere Wirbelzahl (58–63 versus 55–58) und die geringere Anzahl an Rückenflossenstrahlen (9–11 vs. 11–13) und die kleinere Anzahl der diese Flossenstrahlen stützenden Flossenträger (10–12 vs. 13–15). Im Unterschied dazu ist die Anzahl der Afterflossenstrahlen und der zugehörigen Flossenträger größer (31–33 vs. 26–30 und 31–36 vs. 27–31). Der Körper des Goldauges ist im Vergleich zum Mondauge niedriger, die Basis der Rückenflosse kürzer, die der Afterflosse länger. Der fleischige Kiel, der sich beim Mondauge von den Bauchflossen bis zur Afterflosse erstreckt, reicht beim Goldauge bis vor die Bauchflossen.

## Lebensweise
Das Goldauge ist vor allem nachtaktiv und lebt im Flachland, vor allem in tiefen Bereichen von Flüssen und Seen. Es kann 14 bis 17 Jahre alt werden und ernährt sich von Krebstieren, Weichtieren, Fröschen und kleinen Fischen, sowie von Insekten, die auf die Wasseroberfläche gefallen sind. Zum Laichen zieht es im Frühjahr die Flüsse hinauf.